# Hohenkirchen (Wangerland)
Hohenkirchen is een dorp in de gemeente Wangerland in de Duitse deelstaat Nedersaksen. Het maakt deel uit van Landkreis Friesland. Het dorp is zetel van het gemeentebestuur.
Hohenkirchen is een terpdorp. De oudste warft (terp) was, blijkens gedane archeologische vondsten, reeds rond het begin van de jaartelling bewoond. In de middeleeuwen ontwikkelde het zich als parochiedorp rondom de kerk (zie onder). Van 1889 tot 1988 was het dorp door middel van een, weinig frequent gebruikt, spoorlijntje verbonden met Jever en Carolinensiel.
Het dorp is van 1973 tot 2003 standplaats van een Bundeswehr-kazerne (luchtafweergeschutbatterijen in NAVO-verband) geweest.
Hohenkirchen is het bestuurscentrum van de gemeente Wangerland. Ook staat er de enige middelbare school van de gemeente. Het dorp ligt tamelijk centraal in de gemeente: 10 km ten noorden van de stad Jever, 4 km ten zuiden van Medens, 10 km ten noordwesten van Hooksiel, 6 km ten noordoosten van Tettens en 9 km ten zuidwesten van Horumersiel.

## Afbeeldingen

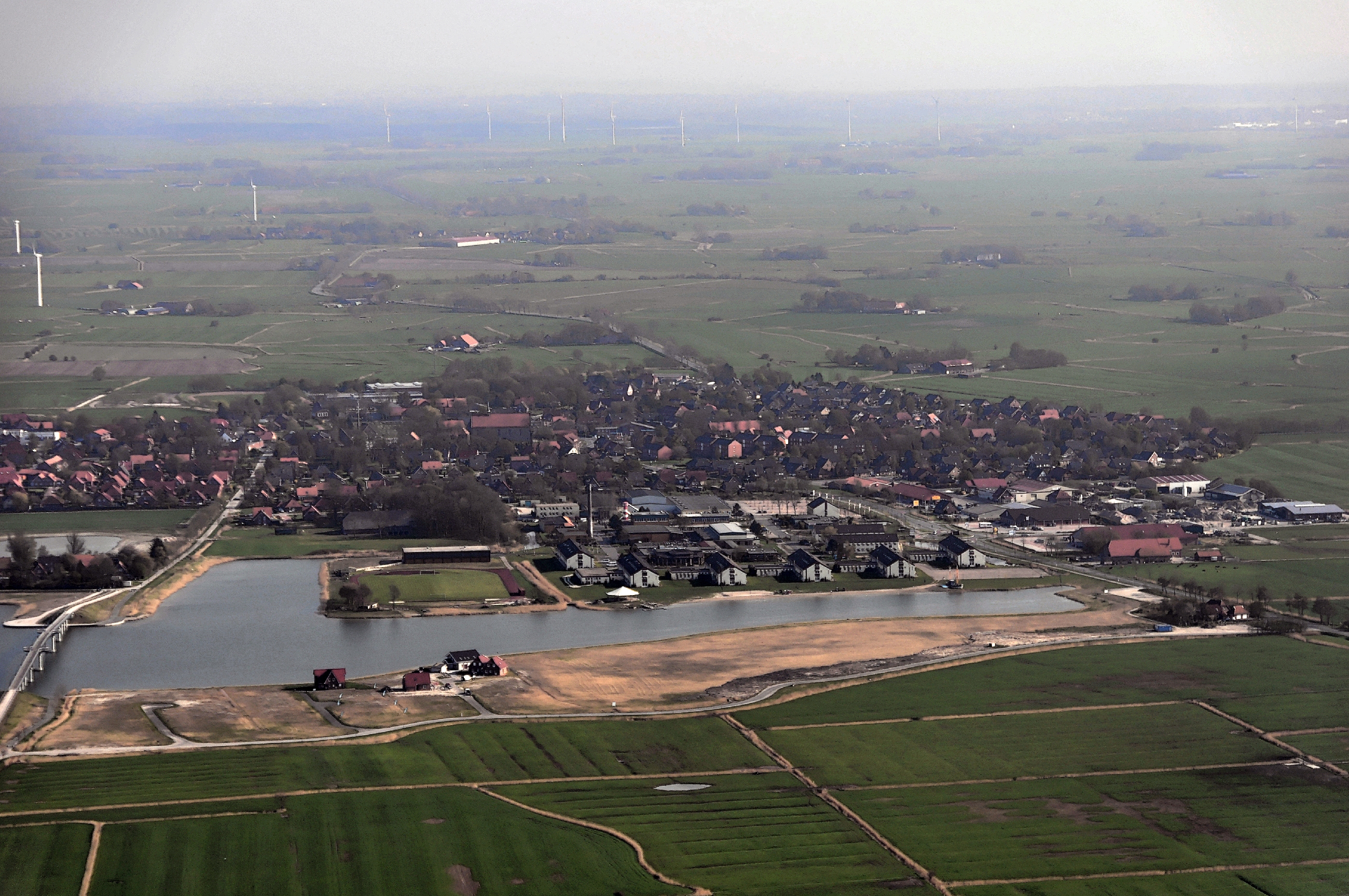
Gezicht op het dorp vanuit het noorden. Op de voorgrond de recreatieplas Wangermeer.
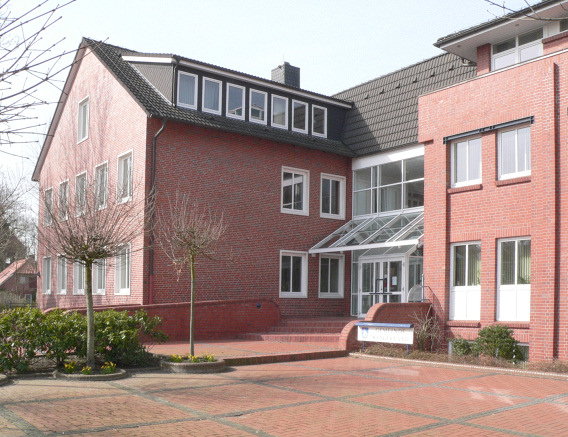
Gemeentehuis Wangerland
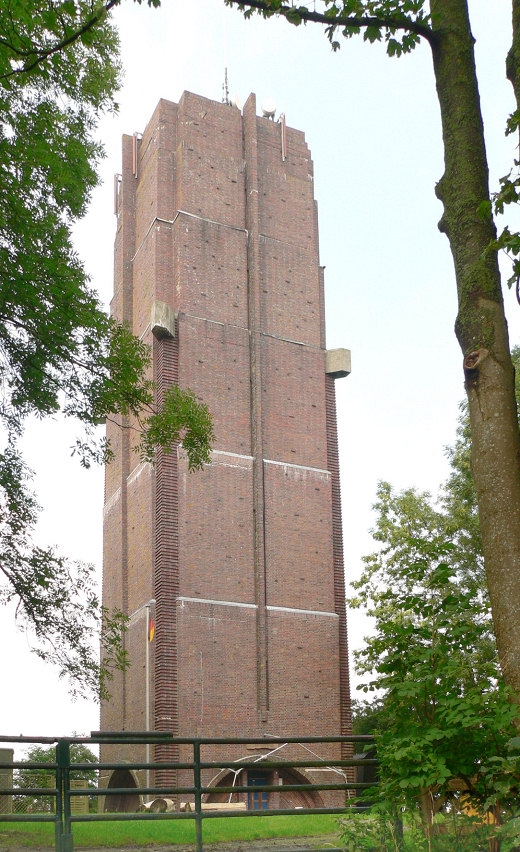
Watertoren
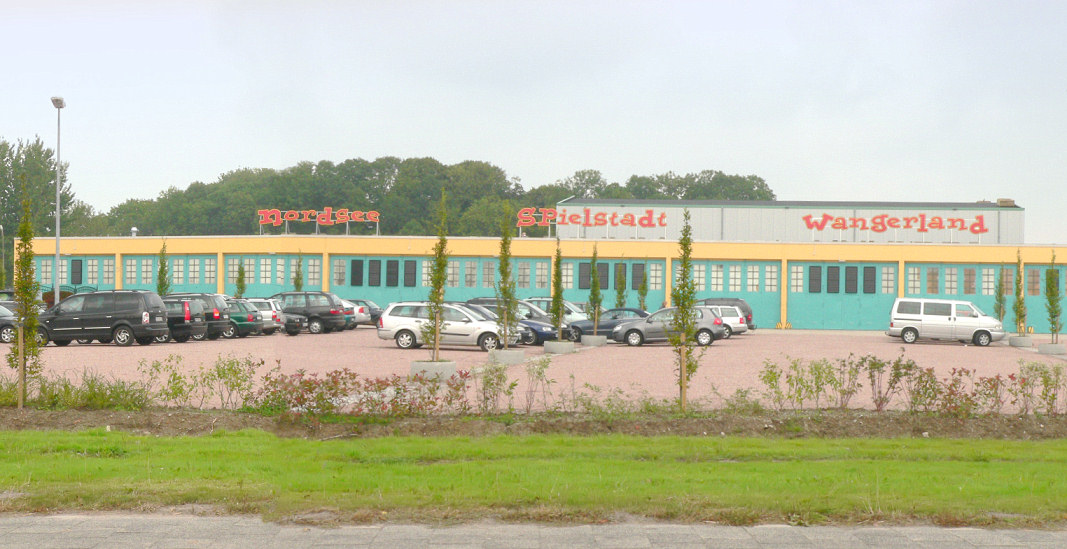
Overdekt recreatiecentrum Nordsee Spielstadt Wangerland
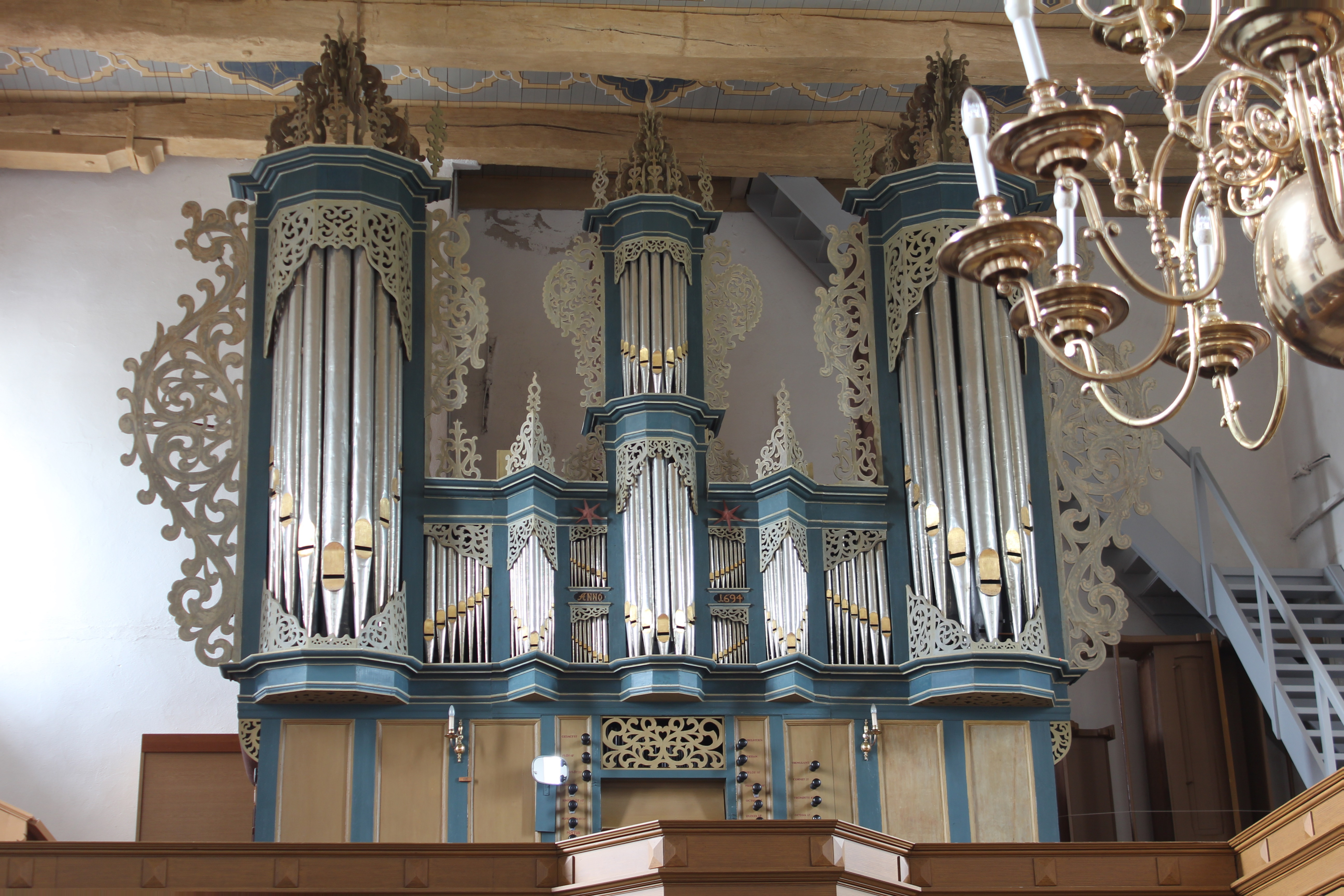
Orgel in de dorpskerk

## Bezienswaardigheden, toeristische attracties
- De dorpskerk, gewijd aan Sixtus en Sinicius, dateert uit de twaalfde eeuw. Het gebouw op een wierde is grotendeels gebouwd met veldkeien op de plek waar al eerder een houten kerk heeft gestaan. Het in deze kerk aanwezige orgel is van de hand van de Duitse orgelbouwer Joachim Kayser uit Jever. Het orgel dateert van 1694 en is het best bewaard gebleven orgel van Kaysers hand.
- In 2006 werd de voormalige kazerne ten noorden van de dorpskern verbouwd tot een groot recreatiecomplex. Dit complex draagt de naam „Dorf Wangerland“; tot het in 2008 geopende „Dorf Wangerland“ behoren acht hotels met in totaal 600 bedden in 231 kamers, restaurants met 660 zitplaatsen, een evenementengebouw voor maximaal 300 gasten, een kegelcentrum naar Duits model en de „Nordsee-Spielstadt Wangerland“ , een vooral voor kinderen bedoeld recreatiecentrum, op circa 5700 m2 oppervlakte in 3 hallen. Het geheel grenst aan een 80 ha groot kunstmatig aangelegd meer, het Wangermeer, dat ontstond in het kader van dijkverzwaringsmaatregelen bij het naburige Minsen.
- De 30 meter hoge watertoren, naar ontwerp van de architect Fritz Höger gebouwd in het jaar 1934, kan beklommen worden (fraai uitzicht)

- Library of Congress Control Number: n83144047
- Nationale Bibliotheek van Israël: 987007557521505171
- Virtual International Authority File: 127880465